# Бенедеттини, Эрнесто
Эрнесто Бенедеттини (итал. Ernesto Benedettini; род. 5 марта 1948, Сан-Марино) — политический деятель Республики Сан-Марино. Дважды был капитан-регентом страны.

## Биография
До 1974 года работал в частном секторе, в 1974—1989 годах — в коммерческих предприятиях. В 1996—2005 годах — основатель и совладелец предприятия по утилизации отходов.
С 2006 года — президент Giochi del Titano, государственного общества лотерей Сан-Марино.
Живёт в Борго-Маджоре.

### Семья
Жена — Эльва Мазини.
Дочери — Елена, Элиза.

## Политическая деятельность
С 1968 года состоит в Христианско-демократической партии. Занимал в партии посты заместителя секретаря, президента центрального совета, административного секретаря. В 1984—1988 годах — капитан замка (бургомистр) Большого Борго. С 1988 года — член Генерального совета Сан-Марино. Входил в состав финансово-бюджетной, межпарламентской комиссий, комиссии по иностранным и политическим делам.
Назначался капитаном-регентом Сан-Марино c 1 апреля до 1 октября 1992 года (вместе с Джермано де Бьяджи) и с 1 октября 2008 до 1 апреля 2009 года (вместе с Ассунтой Мелони).
Состоит членом Центрального совета партии (секция Большого Борго).